# Bayeux (Brazilië)
Bayeux is een gemeente in de Braziliaanse deelstaat Paraíba. De gemeente telt 97.010 inwoners (schatting 2017).

## Aangrenzende gemeenten
De gemeente grenst aan João Pessoa en Santa Rita.

## Verkeer en vervoer
De plaats ligt aan de noord-zuidlopende weg BR-101 tussen Touros en São José do Norte. Daarnaast ligt ze aan de weg BR-230.
Bij Bayeux ligt ook de Internationale Luchthaven João Pessoa-Bayeux.